# Antoni Batllori i Jofré
Antoni Batllori i Jofré   (Barcelona, 14 de març de 1915 - Barcelona, 30 de setembre de 1999) fou un dibuixant il·lustrador català, pare del dibuixant i caricaturista Toni Batllori.

## Biografia
Antoni Batllori Jofré neix a Barcelona el 14 de març de 1915. Va néixer en una família benestant, el seu pare, Antoni Batllori Palés tenia una fàbrica d’aprestos (procediment aplicat al tèxtil canviant les qualitats del teixit) i la seva mare, Carmen Jofré Hernández venia emparentada de la banca Garriga-Nogués.
Antoni va ser un dibuixant català especialitzat en breus textos d’àmbit quotidià amb un to còmic i un estil característic, que va dedicar tota la seva vida al seu treball a Catalunya, almenys quan va poder.
Va tenir una infància tradicional i còmode, fins que el seu pare es va posar malalt quan ell tenia tretze anys. Era un bon estudiant, encara que destacava per les seves habilitats amb el dibuix, sobretot des-de jove, el seu professor va demanar que l’ajudés a corregir feines de companys, com si ell fos un especialista. Després de l’escola va anar als Maristes on va guanyar el primer duro fent un dibuix per encàrrec al cuiner de l’escola, allà ja es podia entreveure el seu futur artístic.
La malaltia del seu pare va suposar la ruïna de la família, això va fer que Antoni hagués de començar a treballar amb 13 anys, encara que va tenir sort, ja que gràcies als contactes del seu pare, va aconseguir treball amb Miquel Soldevila, fet que el va ajudar donant pas a la seva primera intervenció en una publicació, en aquest cas, a la revista “Patufet”. El seu bon treball va cridar l’atenció de Baguñá, el cap del Patufet, es van conèixer ell i l’Antoni i fins i tot Baguñá li va comprar dibuixos. Durant la república, se’l va oferir anar a perfeccionar la tècnica de dibuix a França, però va rebutjar l'oferta, ell tenia clar que “enlloc s’està tan bé com a casa”. Antoni dibuixava normalment per diversió, però quan ho feia cobrant ho feia per encàrrec de revistes o persones, normalment no acostumava a tenir una feina estable a un mateix lloc i anava sempre per encàrrec de dibuixos en específic, per això va treballar en tantes revistes tan poc temps. Abans de la guerra civil espanyola publicà dibuixos i acudits a En Patufet, L'Esquitx, Pocholo i TBO.
Va arribar la guerra, i va haver de lluitar a l’exèrcit republicà, encara que ell no compartia els seus ideals, li va tocar lluitar a causa de la zona on ell residia. Això no vol dir que fos nacional, encara que ell era molt catòlic, es podria dir que era neutral.
Quan la guerra va anar acabant, va fugir amb “la retirada” a peu de Barcelona fins a la frontera passant per Portbou, durant el camí i a l’estància al camp de concentració va patir molt de fred, ja que just l’exili va ser a l’hivern,  i de fet l’únic que tenien els d’allà era una o poques mantes proporcionades pels soldats, ja que es va fer amic d’ells, la gent que no estava coberta per la manta està coberta per la calor d’altres, molts van morir per hipotèrmia. França va fer una gestió pèssima dels refugiats al camp, només menjaven un cop al dia com a molt, pel fet que  era una lluita constant per la supervivència, cada dia, hi havien morts.
Centrant-nos més en el senyor Batllori, va adquirir unes habilitats a la oratòria, per tant, va poder arribar a certs acords amb alguns dels soldats i gent del camp, sempre sortint beneficiat. Va arribar un dia, que va fer un pla per escapar amb altra gent del camp d’Argelers, ho van fer d’una manera senzilla, però efectiva, fent un forat sota la tanca, així i tot, alguns van morir per trets mentre fugien. Van decidir tornar a Espanya, era l’únic lloc on podien anar, van tornar pels Pirineus, i per evitar disputes, es van entregar a Navarra, dient que van ser obligats a lluitar pel bàndol republicà a causa de la zona on vivien, però eren nacionals.
Va ser traslladat al camp d’Estella, situat a Navarra, amb l’objectiu de ser “educat” a la manera feixista, amb altres republicans. Un matí, segons les declaracions d’un familiar, va ser cridat per ser executat, però per sort del destí, es va creuar amb un coronel (conegut pel cognom de Prats) que el va reconèixer, i gràcies a això, va aconseguir ser alliberat i va tornar a casa seva.
Després de la guerra continuà publicant dibuixos al TBO i tractà d'impulsar el còmic en català a través d'Els Infants el 1956. Aquest mateix any, va dibuixar per Hispano Americana de Ediciones el quadern núm. 3 de la col·lecció Història i Llegenda, que duia per títol, L'Espasa de Virtut.. Treballa en molts llocs i molt dur fins als anys 70, una de les etapes més dures de la seva vida laboral, “es veu que ara no es porta el meu estil”, com a solució, va canviar de clients i d’encàrrecs, mantenint-se fidel al seu estil. Fins a la seva mort, va rebre diversos premis com el Teià de Plata o la Creu de Sant Jordi de la Generalitat de Catalunya (1992) per les seves múltiples col·laboracions amb pel·lícules de dibuixos animats i els seus anys de dibuixant.
Antoni Batllori Jofré va morir a la seva casa de Barcelona el 30 de setembre de 1999.
El 2003 la seva vídua va cedir el seu fons bibliogràfic i de dibuixos a l'Ajuntament de Teià, on s'ha constituït el Fons Batllori, on es fan diverses exposicions anuals, i altres activitats. Actualment es troba a La Unió